# Klassifikation av jaktvapen i Sverige
Klassifikation av jaktvapen i Sverige är uppdelning av jaktvapen efter typ och hur kraftiga de är enligt ett visst svenskt system. Klassifikationen används för att bestämma licenskrav och vilka djur som får jagas med ett visst vapen. Jaktvapen delas huvudsakligen in i kulvapen, respektive hagelvapen.

## Kulvapen
För att en viss ammunition skall få användas för jakt på visst vilt ställer man i många länder vissa krav på dess prestanda. För enkelhets skull har man i Sverige valt att indela kulammunition i fyra klasser, och låta klasstillhörigheten avgöra vilka viltslag jaktvapnet är tillåtet att användas mot. 
De krav man i Sverige ställer på ammunitionen är uttryckta i dels kulans vikt (mäts i gram) och dels den anslagsenergi (mäts i Joule) kulan har hundra meter från skytten (E₁₀₀). Undantaget är lägsta klassen, klass 4, där inga krav på kulvikt ställs och mynningsenergin (E₀) mäts i stället för anslagsenergin.
Utöver kraven på energi och kulvikt ställs också kravet att för jakt på vissa viltarter, i Sverige de som nämns under klass 1 och 2, endast expanderande kulor får användas. Med expanderande kulor menas kulor som vid anslaget deformeras på ett sådant sätt att de ökar sin diameter. För övrigt mindre vilt får icke-expanderande kulor, exempelvis helmantel, användas. 
Skulle man ladda ett vapen med patroner med helmantlade kulor i en kaliber klassad för klass 1 eller klass 2, får man med detta alltså endast jaga de viltarter som är lovliga för klass 3-vapen. Egentligen är det alltså ammunitionen och inte vapnet som är avgörande för klasstillhörigheten, men det är mest av akademiskt intresse och i dagligt tal brukar man prata om "klass 1-vapen", "klass 2-vapen", etc eftersom ett vapen är anpassat efter en viss kaliber (Kaliber dock inte avgörande för klasstillhörigheten som är beroende av kula och laddning).
Vissa vapen av klass 2 kan även laddas till klass 1 bara kraven för kulvikt uppnås. Om en patron, som enligt Naturvårdsverkets lista tillhör klass 2, klarar kraven för klass 1 så blir också patronen tillåten patron för jakt på klass 1-vilt. ( Ex, 7,62x39 och .30-30). Fördelen med större kaliber är att kulan har större chans att bli kvar i djuret, djurkroppen tar då upp all energi som kulan för med sig.
| - 9,3×62 mm - .30-06 Springfield - .308 Winchester - 6,5 × 55 mm - .300 Winchester Magnum - .338 Winchester Magnum - .358 Norma Magnum - 7.62x54R | - .303 British - 9x53R - 7.62x53R Finnish - 9.3x53R Finnish - 9.3x64 - .45-70 Government - .50 Beowulf - .270 Winchester |

| - .222 Remington - .223 Remington - .243 Winchester - .22-250 Remington - 7,62x39 - 9x39 - .357 Magnum | - .44 Magnum - 5,45x39 - .30-30 - .220 Parker Wild cat - 5,6x39 Blom - 6mm BR - .454 Casull |

### Älgstudsare
Vapen tillhörande klass 1 är vad man i dagligt tal brukar kalla älgstudsare, eftersom det är vad man behöver för att jaga älg och annat högvilt.

### Elefantstudsare
Elefantstudsare är kulgevär med extra kraftiga kalibrar, ofta benämnd "safaribössa", som får anses börja vid kaliber .375 Holland & Holland Magnum och uppåt. Ofta försedda med en karakteristisk extra stötdämpande bakkappa för att dämpa den kraftiga rekylen. Namnet kommer ifrån att det krävs extra kraftiga kalibrar för att nedlägga en elefant och andra afrikanska storvilt, ofta kallade "big five".

### Luftgevär
Även luftgevär i kaliber .22 (5,5 mm) eller grövre, med en utgångshastighet om minst 180 m/s idag får i Sverige användas till begränsad skyddsjakt. Detta förutsatt att en projektil som är avsedd att expandera används.
Ett luftgevär får i Sverige användas till allmän jakt om det uppfyller kraven för klass 4. Däremot aldrig till större vilt än så, oavsett anslagsenergi.
Icke tillståndspliktiga luftgevär uppfyller inte dessa krav då anslagsenergin för dessa högst får vara 10 joule uppmätt 4 meter från mynningen.

## Hagelvapen
Även för hagelvapen ställs krav på prestanda för vilken jakt de får användas för. Endast kalibrarna 12, 16 och 20 är i Sverige tillåtna för all hageljakt, där kaliber 12 är den största och 20 den minsta. Den största tillåtna hagelstorleken är 4 mm, men kalibern utgör ingen skillnad i jakthänseende enligt lagstiftningen, då det endast visar diametern på pipan och inte kraften eller antal hagel per skott. Högsta rekommenderade skjutavstånd på oskadat vilt är då 25 meter. Det är även tillåtet att jaga med mindre hagelkalibrar (till exempel kaliber 28 och 36 (.410), men med dessa får man endast jaga vilt som gäller för klass 4.
Det är i Sverige tillåtet att jaga alla viltarter som omfattas av klass 3 och 4 för kulvapen samt rådjur och lodjur med hagel. Enpipiga hagelvapen som laddats med kulor av typ brenneke eller slug (en enda kula) får användas för jakt på rådjur, vildsvin, dovhjort och mufflonfår. Högsta tillåtna skjutavstånd är då 40 meter. Behörighet till kulgevär klass 1 krävs för jakt med sådan ammunition.